# Asperpunctatus pracerspiraculus
Asperpunctatus pracerspiraculus là một loài tò vò trong họ Ichneumonidae.